# Байта (аэропорт)
Международный аэропорт Хух-Хото Байта (кит. трад. 呼和浩特白塔國際機場, упр. 呼和浩特白塔国际机场, пиньинь Hūhéhàotè Báitǎ Guójì Jīcháng), (ИАТА: HET, ИКАО: ZBHH) — гражданский аэропорт, расположенный в 14 километрах к востоку от центральной части города Хух-Хото (автономный район Внутренняя Монголия), КНР. Крупнейший коммерческий аэропорт региона.
Название «Байта» порт получил по находящемуся в пяти километрах к юго-востоку историческому памятнику «Белая Пагода».

## История
Аэропорт Хух-Хото Байта был открыт 1 октября 1958 года. С середины 1980-х и в 1990-х года дважды проводились работы по расширению инфраструктуры воздушной гавани, а в июне 2007 года было возведено новое здание пассажирского терминала аэропорта. Терминал занимает площадь в 54 499 м², эксплуатирует 11 телескопических трапов и рассчитан на пропускную способность в три миллиона пассажиров ежегодно. Кроме того, была увеличена взлётно-посадочная полоса аэропорта, размеры которой отныне позволяли принимать и отправлять крупнейший в мире пассажирский лайнер Airbus A380.
В настоящее время международный аэропорт Хух-Хото Байта связан с 28-ю городами Китая двадцатью шестью регулярными авиамаршрутами, а также обслуживает постоянные рейсы по международным направлениям в Улан-Батор и чартерные перевозки в аэропорты Гонконга, Южной Кореи, России и Таиланда.
Авиакомпания Tianjin Airlines ("Тяньцзиньские авиалинии") открыла 8 июля 2018 прямое международное авиасообщение между городом Хух-Хото и Москвой.